# 어깨 관절
어깨관절, 견갑관절(肩胛關節), 견관절(shoulder joint) 또는 오목위팔관절 , 관절와상완관절(glenohumeral joint, 그리스어로 '눈알'을 뜻하는 'glene', '-의 형태를 한'이라는 뜻의 'oid', 라틴어로 '어깨'를 뜻하는 'humerus')은 위팔뼈와 어깨뼈를 연결하는 윤활관절로, 구조적으로는 절구관절에 속하며 기능적으로는 움직관절(가동관절, diarthrosis)이며 뭇축관절(multiaxial joint)로 분류된다. 어깨뼈의 접시오목과 위팔뼈의 머리 사이를 잇는다. 어깨관절의 관절주머니는 매우 느슨하여 위팔뼈와 어깨뼈 사이의 접촉은 적으며, 때문에 어깨관절은 인체에서 가장 잘 움직이는 관절이다.

## 구조

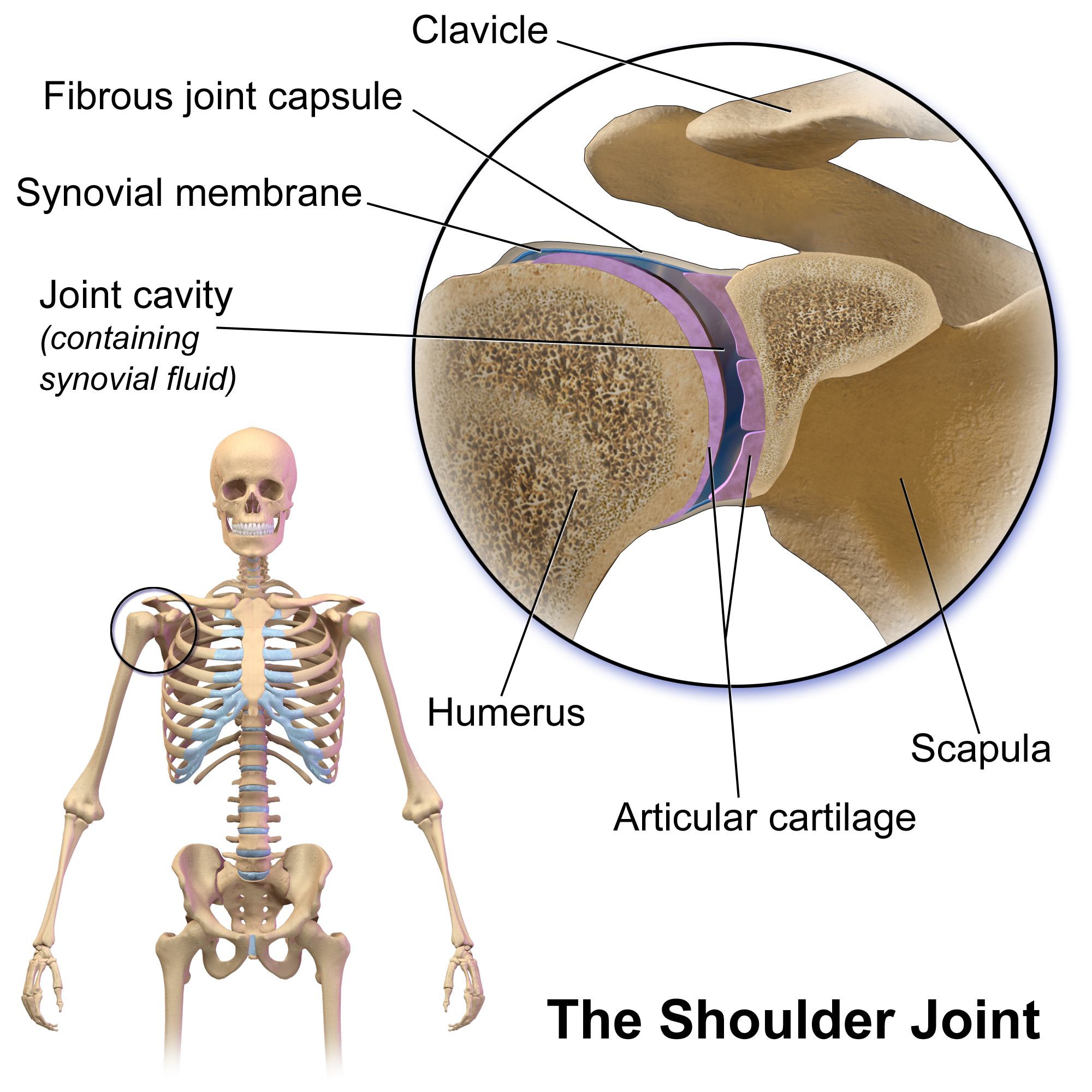
어깨관절의 단면

어깨관절은 어깨뼈와 위팔뼈 사이의 절구관절이다. 어깨뼈의 접시오목은 좁지만 오목테두리가 존재하기 때문에 깊이는 깊다. 오목테두리는 연골로 이루어진 고리 모양의 구조물로 접시오목의 가장자리에 붙어 있다. 오목테두리는 위쪽의 위팔두갈래근의 힘줄과 연속되어 있다.

### 공간
중요한 관절 내 공간은 다음과 같다.
- 정상적인 오목위팔공간(glenohumeral space)은 4–5mm 정도이다.[1]

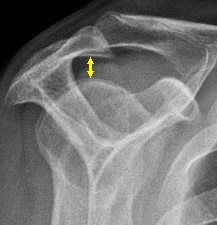
Supraspinatus outlet view X-ray, showing subacromial space measurement

- 어깨 X선에서 정상적인 봉우리밑공간(subacromial space)은 9–10mm 정도로, 남성에서 훨씬 크며 나이가 들수록 조금씩 크기가 줄어든다.[2] 중년기에 봉우리밑공간의 크기가 6mm보다 작다면 병적 상태로 보며, 위가시근 힘줄의 파열을 시사하는 소견일 수 있다.[2]

겨드랑공간은 어깨의 근육들 사이에 위치하는 해부학적 공간이다. 겨드랑신경과 어깨밑동맥이 겨드랑공간을 통과한다.

### 관절주머니 (capsule)
어깨관절은 매우 느슨한 관절주머니를 가지고 있다. 관절주머니 겨드랑부분의 U자 모양 부분은 아래오목위팔인대의 앞쪽 띠와 뒤쪽 띠 사이에 위치하며, '겨드랑주머니'(axillary pouch)라고 한다.
윤활막은 위팔두갈래근 긴갈래와 어깨밑근 힘줄의 아래쪽에 뻗어 있으며 어깨밑근주머니(subscapular bursa)를 형성한다. 따라서 위팔두갈래근 긴갈래는 윤활막보다는 바깥쪽, 관절주머니보다는 안쪽에 있다고 할 수 있으며 이후 접시위결절에 붙는다.

### 주머니 (bursa)

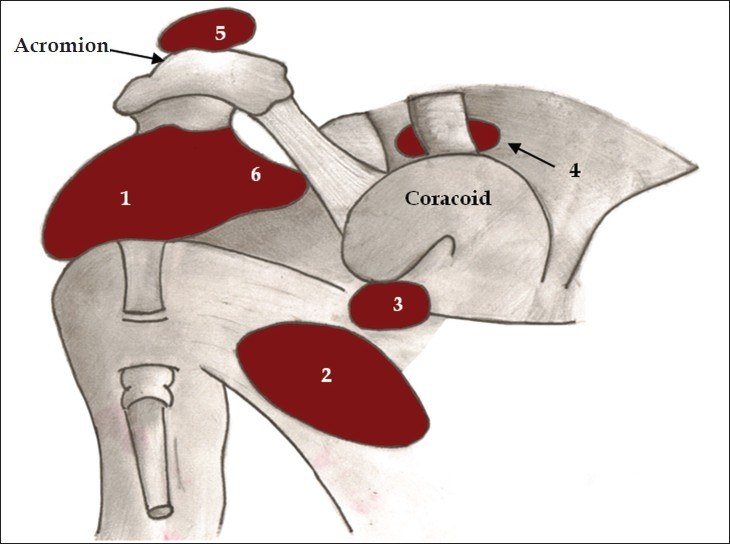
어깨관절의 윤활주머니
(1), (6) 봉우리밑(subacromial)-어깨세모근밑(subdeltoid)주머니, (2) 어깨밑근오목(subscapular recess), (3) 부리밑주머니(subcoracoid bursa), (4) 부리봉우리주머니(coracoclavicular bursa), (5) 봉우리위주머니(supra-acromial bursa)

윤활주머니라고 하는 약간의 액체가 차 있는 여러 개의 주머니들이 관절 주변에 위치하여 관절의 운동을 돕는다.
- 관절주머니와 어깨세모근 사이에는 어깨세모근밑주머니가 위치한다.
- 관절주머니와 어깨뼈봉우리 사이에는 봉우리밑주머니가 위치하며 대부분의 경우 어깨세모근밑주머니와 연속된다.
- 관절주머니와 어깨뼈의 부리돌기 사이에는 부리밑주머니가 위치한다.
- 부리위팔근 힘줄과 어깨밑근 사이에는 부리위팔주머니(coracobrachial bursa)가 위치한다.
- 관절주머니와 어깨밑근 힘줄 사이에는 어깨밑주머니(subscapular bursa, subtendinous bursa of the scapularis)가 위치한다.

봉우리위주머니는 보통 어깨관절과는 교통하지 않는다.

### 근육
어깨관절에는 강한 인대가 없기 때문에 근육에 의존한다. 어깨를 안정하게 하는 주된 근육들은 위팔 앞쪽의 위팔두갈래근과 돌림근띠의 힘줄들로, 관절주머니의 아래쪽 모서리를 제외한 주머니 모든 측면에서 섞인다.
위팔두갈래근 긴갈래의 힘줄은 위팔뼈의 두갈래근고랑을 통과하여 관절오목의 위쪽 모서리에 닿고, 위팔뼈머리를 관절오목 쪽으로 누르는 역할을 한다. 큰가슴근, 넓은등근, 큰원근, 어깨세모근도 어깨관절을 지지하는 역할을 한다.
돌림근띠의 힘줄과 그 근육들(가시위근, 가시아래근, 작은원근, 어깨밑근)은 어깨관절을 안정하게 하고 고정시킨다. 가시위근은 첫 15도까지 어깨관절을 벌리는 역할을 하고 가시아래근, 작은원근은 벌림과 바깥쪽돌림을 돕는다.

### 인대
- 위, 중간, 아래접시위팔인대는 관절주머니가 두꺼워져 형성되며 접시오목의 위쪽 부분부터 위팔뼈 작은결절과 머리의 아래쪽 부분까지 주행한다. 이 세 쌍의 인대들은 약하며 인대의 뒤쪽 부분은 가시아래근에 의해 지지된다.[4]
- 부리위팔인대[4]
- 가로위팔인대[4]
- 부리봉우리인대[7]

### 신경 분포
어깨관절에 분포하는 신경은 모두 팔신경얼기에서 갈라져 나온다. 어깨위신경, 겨드랑신경, 가쪽가슴근신경이 어깨관절을 지배한다.

### 혈액 공급
어깨관절에 혈액을 공급하는 동맥은 앞위팔휘돌이동맥, 뒤위팔휘돌이동맥의 가지와 어깨위동맥, 어깨휘돌이동맥이다.

## 기능

가시위근을 보이게 한 어깨관절의 움직임

어깨에 위치한 돌림근띠 근육은 강한 장력을 만들어 내며 위팔뼈머리를 접시오목 쪽으로 당긴다.
접시오목은 좁은 공간이며, 오목테두리로 인해 깊이가 깊어져 안정해진다. 다른 구조물의 도움 없이 120도까지 굽힐 수 있어 인체에서 가장 가동성이 좋은 관절이다.

어깨관절의 움직임. 보이는 근육은 어깨밑근(오른쪽), 가시아래근(왼쪽 최상단), 작은원근(왼쪽 하단)

어깨뼈가 가슴우리를 가로지르며 위팔뼈에 대해 움직이는 것을 '어깨위팔리듬'(scapulohumeral rhythm)이라고 한다. 움직임의 범위는 어깨뼈 위치가 변하면 줄어들 수 있다. 이로 인해 어깨뼈를 제자리에 고정하는 큰 근육인 등세모근에 불균형이 생길 수 있다. 이 불균형으로 인해 어깨의 움직임 범위에 영향이 갈 수 있다.

### 움직임
- (시상면 기준) 어깨관절의 굽힘과 폄
  - 굽힘은 어깨세모근 앞쪽 섬유와 큰가슴근, 부리위팔근에 의해 수행된다.
  - 폄은 어깨세모근 뒤쪽 섬유와 넓은등근에 의해 수행된다.
- (관상면 기준) 어깨의 벌림과 모음
  - 벌림은 어깨세모근과 가시위근에 의해 첫 90도 동안 수행되고, 90~180도에서는 등세모근과 앞톱니근이 수행한다.
  - 모음은 큰가슴근, 넓은등근, 큰원근, 어깨밑근이 수행한다.
- (수평면 기준) 어깨의 벌림과 모음
- 어깨의 안쪽돌림과 가쪽돌림 (또는 안쪽돌림과 바깥쪽돌림)
  - 안쪽돌림은 어깨세모근의 앞쪽 섬유, 큰원근, 어깨밑근, 큰가슴근, 넓은등근이 수행한다.
  - 가쪽돌림은 어깨세모근의 뒤쪽 섬유, 가시아래근, 작은원근이 수행한다.
- 어깨의 휘돌림 (굽힘, 폄과 모음, 벌림의 조합으로 한 바퀴 팔을 원을 그리며 회전시키는 동작)

## 임상적 중요성
관절주머니에 염증이 생기거나 뻣뻣해질 수 있으며 비정상적인 조직이 관절면 사이에 자라면 오십견의 원인이 되어 통증과 관절의 움직임 제한을 일으킨다.
슬랩 파열은 오목테두리의 파열이 원인이 되는 질환으로, 특정 위치에 어깨 통증이 발생하는 특징이 있다. 또한 테니스나 던지는 동작이 있는 스포츠와 관련된 통증, 어깨의 쇠약 등이 증상으로 나타난다. 수술로 복구해야 하는 경우도 종종 있다.
어깨관절의 앞쪽 탈구는 위팔뼈머리가 앞쪽으로 제 위치를 벗어났을 때 발생한다. 앞쪽 어깨 탈구는 종종 팔을 벌린 상태일 때 어깨에 충격이 가해져 생긴다. 젊은 사람들에서 탈구는 위팔뼈나 접시오목의 골절로 인해 불안정성이 재발하여 생기는 것이 가장 흔하다. 나이 든 사람들에서 불안정성이 재발하는 것은 드물지만 돌림근띠가 찢어지는 경우가 더 많다. 겨드랑이 부위의 동맥과 신경(겨드랑신경 등)이 어깨 탈구로 인해 손상되는 경우는 흔하지 않지만 만일 치료되지 않을 시 쇠약, 근위축, 마비 등으로 이어질 수 있다.
봉우리밑주머니염은 염증에 의해 통증이 발생하는 질환으로 어깨충돌증후군의 증상을 여럿 나타내는 경우가 많다.
어깨관절의 관절촬영술(CT는 쓰일 수도 있고 않을 수도 있음)은 부리돌기의 아래가쪽으로 조영제를 주사하여 어깨관절의 윤곽을 나타내기 위해 수행한다. 어깨의 겨드랑주머니는 팔의 바깥쪽돌림 시에, 어깨밑-부리밑주머니는 팔의 안쪽돌림 시에 잘 관찰할 수 있다. 조영제는 위가시근 힘줄이 완전히 파열된 것이 아닐 경우 봉우리밑주머니로는 들어가면 안 된다.
MRI가 어깨관절을 촬영하는 데에 사용된다.

## 추가 이미지

사람의 어깨관절을 앞에서 본 그림
사람의 어깨관절을 뒤에서 본 그림
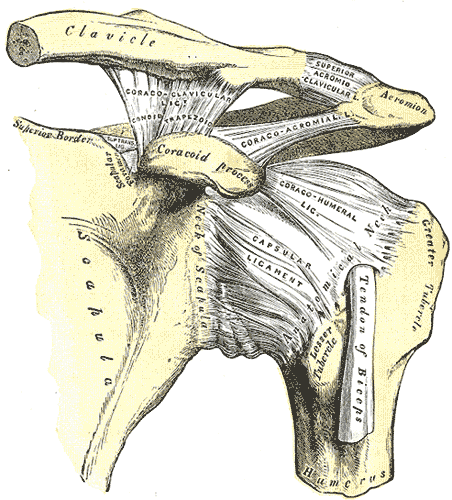
왼쪽 어깨와 봉우리빗장관절, 어깨의 인대들
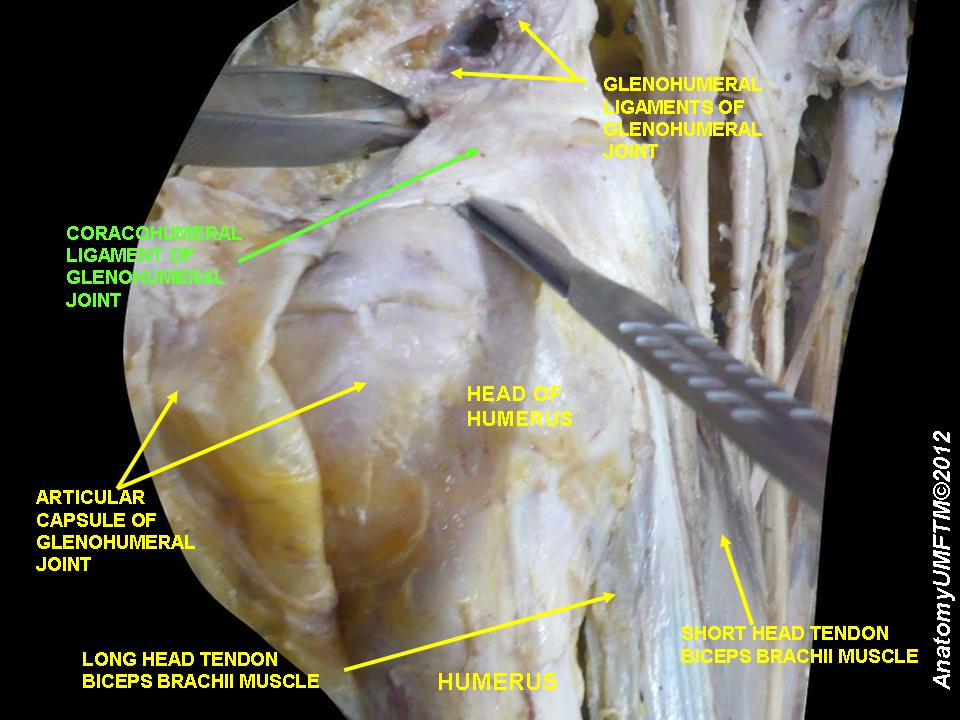
어깨관절의 부리위팔인대가 초록색으로 표시된 해부 사진
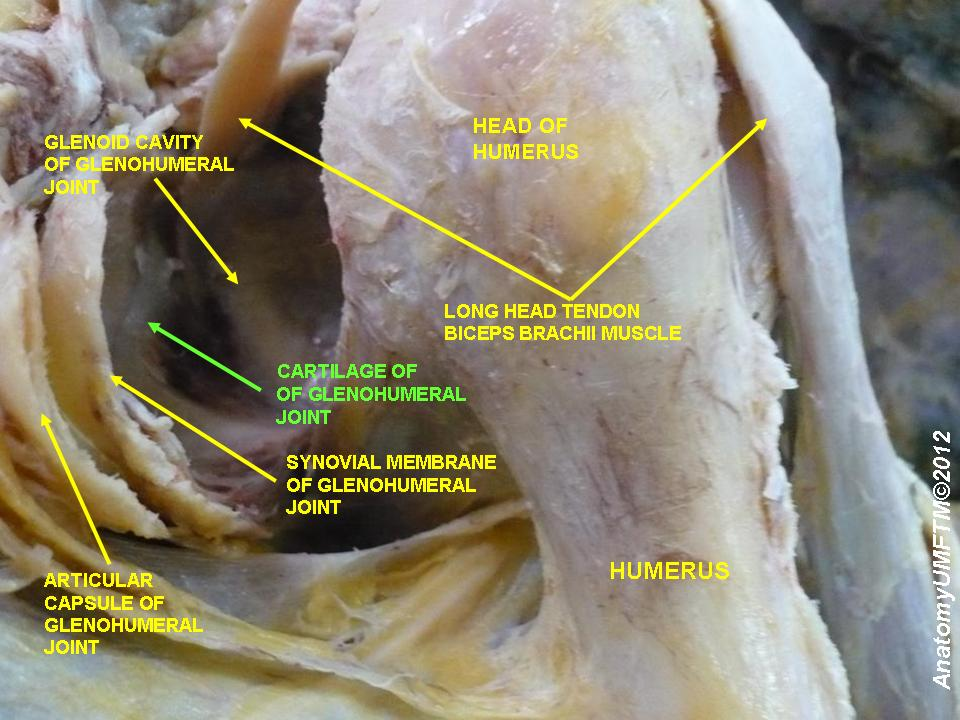
어깨관절의 연골이 초록색으로 표시된 해부 사진

## 같이 보기
- 팔이음뼈
- 엉덩 관절